# Trielödem
Das Trielödem ist eine Erscheinung, die sich bei Rindern, selten auch bei Pferden und Schafen, zeigen kann, wenn diese auf Weiden verbracht werden, die über 2500 m hoch gelegen sind. Das Trielödem ist ein chronisches Unterhautödem. Es entsteht infolge des geringeren Sauerstoff-Partialdruckes wegen der Höhenlage. Durch den Sauerstoffmangel entsteht ein sogenanntes Cor pulmonale, also eine Hypertrophie der rechten Herzkammer, da der Körper den Sauerstoffmangel mit einer erhöhten Pumpleistung des Herzens zu kompensieren versucht.
Durch diese Veränderungen kommt es zu einem Rückstau des Blutes im sogenannten großen Kreislauf, also dem Körperkreislauf; daraus resultiert ein erhöhter Austritt von Flüssigkeit aus den Gefäßen in das umliegende Gewebe.
Das Trielödem wird auch als Brisket-Disease bezeichnet, da die sogenannte Trielgegend oder Brisket denjenigen Körperteil beschreibt, an dem das Ödem zumeist auftritt (Unterhalsgegend). Ein weiteres Synonym ist High Mountain Disease (Noninfectious, congestive heart failure (CHF) of cattle).